# Tympanogaster megamorpha
Tympanogaster megamorpha är en skalbaggsart som beskrevs av Perkins 2006. Tympanogaster megamorpha ingår i släktet Tympanogaster och familjen vattenbrynsbaggar. Inga underarter finns listade i Catalogue of Life.